# Maiandriosz
Maiandriosz (Kr. e. 2. század) görög történetíró.
Életéről mindössze annyit tudunk, hogy Milétoszból származott, egyetlen, szülőföldje történetével foglalkozó[forrás?] munkájából mindössze néhány töredék maradt fenn. Sztrabón tesz említést róla.